# Narcondam
Narcondam albo Narcondum – mała (w przybliżeniu 3×4 km) wyspa wulkaniczna położona na Morzu Andamańskim. Jej centralny szczyt wznosi się około 710 m powyżej średniego poziomu morza. Uważana jest za część wysp Andamańskich, główna część wyspy leży w przybliżeniu 114 km na zachód od nich. Wyspa jest częścią indyjskiego terytorium Andamanów i Nikobarów.
Wyspa utworzona przez wulkan, który w ostatnich latach nie wykazuje aktywności. Jednak 8 czerwca 2005 zanotowano doniesienia o wyrzucaniu błota i dymu przez wulkan. Zjawisko to może mieć związek z ostatnim trzęsieniem ziemi na Oceanie Indyjskim w roku 2004.
Około 150 km na południowy zachód od wyspy Narcondam leży wyspa Barren z jedynym czynnym wulkanem w tym regionie.